# Euphyia contortilinea
Euphyia contortilinea là một loài bướm đêm trong họ Geometridae.